# Mattancherry
Mattancherry (മട്ടാഞ്ചേരി) ist ein Teil der Stadt Kochi in Indien, zu der auch Fort Kochi und Ernakulam gehören. In Mattancherry finden sich verschiedene Tempel und Touristenattraktionen; der Mattacherry Palace, um 1555 von Portugiesen als Geschenk an den Raja von Kochi erbaut und später von den Holländern erweitert, diente einst als Königspalast und ist heute ein Museum. Zudem existiert in der Nähe eine ca. 1568 eingerichtete Synagoge; Jew Town, das frühere jüdische Viertel, beherbergt heute zahlreiche Touristenläden.
Zur Entstehung des Namens Mattancherry gibt es zahlreiche, teilweise widersprüchliche Theorien; manche behaupten, es handele sich um eine Abwandlung des Ausdrucks Lammfleischstraße (mutton cheri), da hier früher Lammschlächter ansässig waren. Andere meinen, der Name würde sich von Ancherry Mattam ableiten, "Haus des Brahmanen".

## Sehenswürdigkeiten
- Dutch Palace oder Holländischer Palast, auch Mattancherry Palace, beherbergt ein Museum[4]
- Paradesi-Synagoge, Indiens älteste erhaltene Synagoge[5][6]
- Jain-Tempel

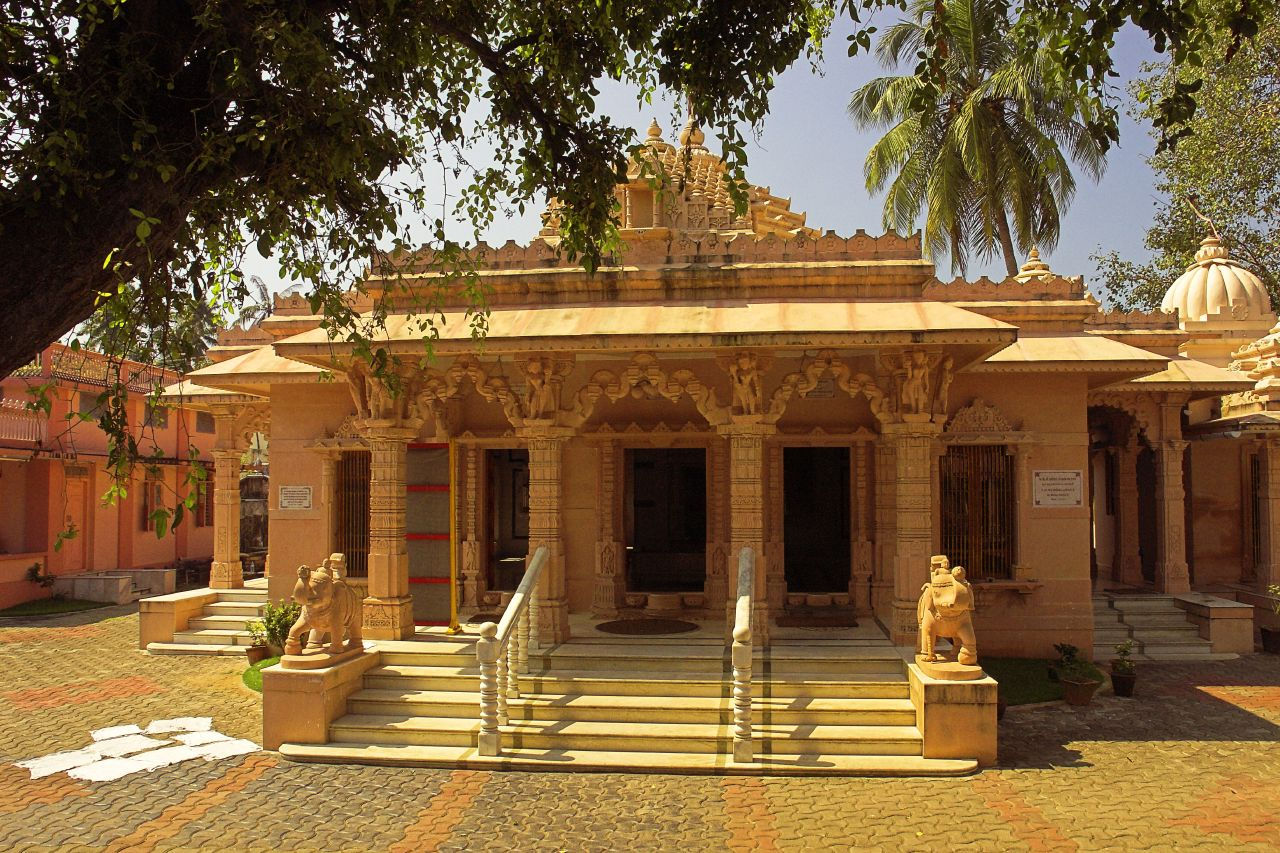
Jain-Tempel in Mattancherry
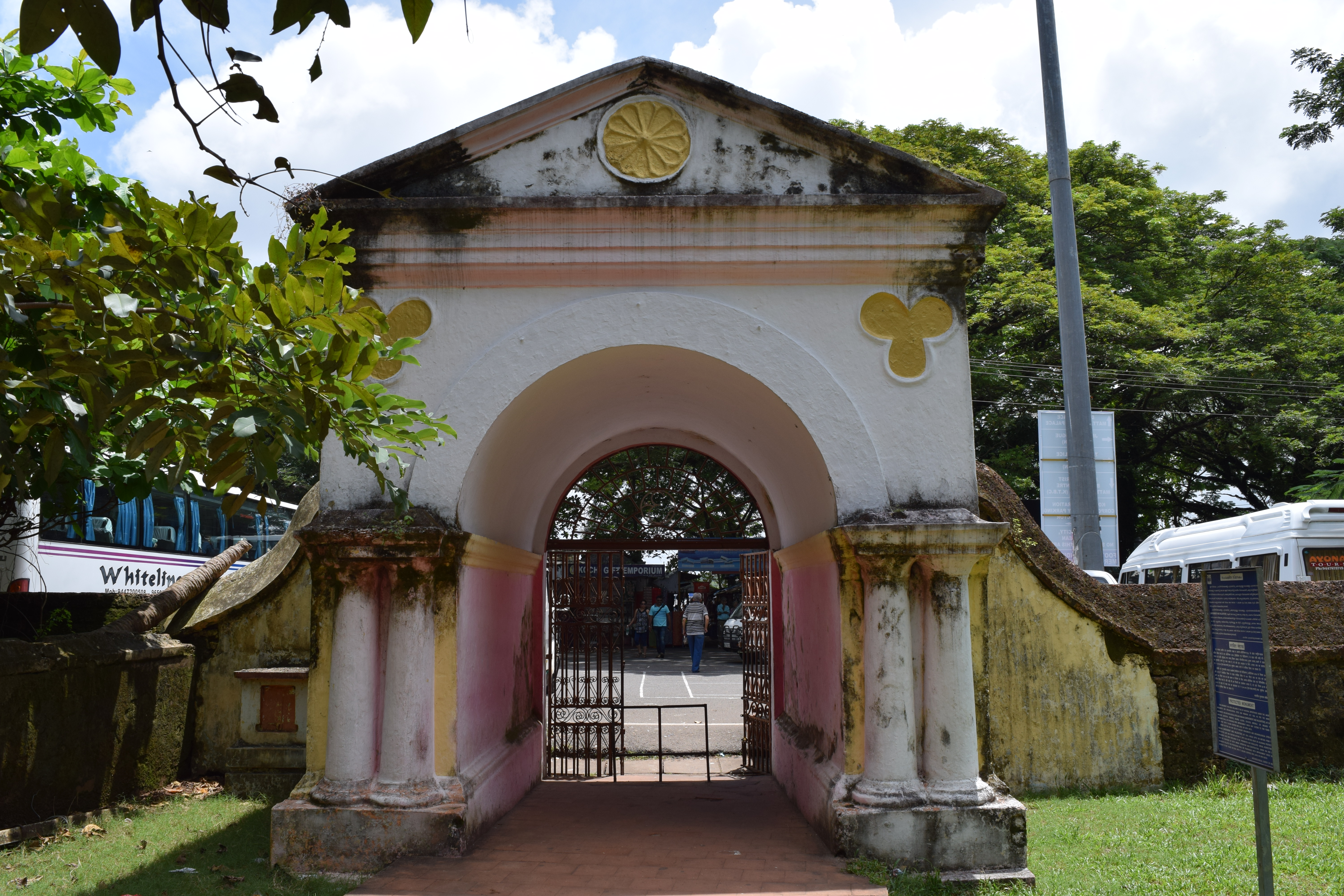
Mattancherry Palace